# Culex belkini
Culex belkini är en tvåvingeart som beskrevs av Stone och Penn 1948. Culex belkini ingår i släktet Culex och familjen stickmyggor. Inga underarter finns listade i Catalogue of Life.